# 미봉운수
미봉운수(彌峰運輸)는 서울특별시의 마을버스 회사이다. 본사는 서울특별시 강북구 오현로 193번(번동)에 있고, 차고지는 도봉구 창3동 일대에 있다. 강북구 내에서는 가장 많은 3개 노선, 26대의 차량을 운행하고 있다.

## 연혁
- 1993년 10월 1일: 회사 설립

## 운행 노선
- ● 강북04번: 연일슈퍼마켓 ↔ 수유시장(오패산터널 경유) (구 강북마을 6-1번)
- ● 강북05번: 번동초등학교 ↔ 한일아파트 (구 강북마을 6-2번)
- ● 강북06번: 강북보건소 ↔ 미아사거리역 (구 강북마을 6번)

## 보유 차종
E-에어로타운과 현대 그린시티와 범한자동차 E-STAR 8와 우진산전 아폴로 900으로 운행하고 있습니다.